# Susan Maughan
Susan Maughan (nascuda Marian Maughan, 1 de juliol de 1938, és una cantant anglesa que va llançar singles amb èxit a la dècada de 1960. La seva cançó més famosa i reeixida, "Bobby's Girl" (una versió del senzill de Marcie Blane), que va arribar al tercer lloc a l'UK Singles Chart pel nadal de 1962. També va arribar al número sis de la llista noruega del mateix any.

## Carrera
Maughan va néixer a Consett, al comtat de Durham, i cap el 1953, amb 15 anys, es va traslladar amb la seva família a Birmingham.
A principis de 1963, després de l'èxit de "Bobby's Girl", Maughan va tenir èxits britànics menors com "Hand A Handkerchief To Helen" i "She's New To You". També en aquell moment va llançar el seu primer àlbum a Philips anomenat I Wanna Be Bobby's Girl But.... Totes les cançons d'aquest àlbum van comptar amb noms masculins, incloses les cançons de John D. Loudermilk "Norman" i "James (Hold The Ladder Steady)" que van ser èxits als EUA per a la cantant estatunidenca Sue Thompson. Thompson va obtenir un èxit menor al Regne Unit el 1965 amb "Paper Tiger", i les cançons també foren versionades al Regne Unit per Carol Deene.
El 1963 va aparèixer al Royal Variety Performance, i a la pel·lícula de 1963 What a Crazy World. Maughan també va aparèixer a la pel·lícula Pop Gear (1965) i va cantar la cançó de títol a la segona pel·lícula d'espies de baix pressupost de Charles Vine, Where the Bullets Fly (1966). En 1971 va aparèixer en cinc episodis de la sèrie de la BBC The Morecambe & Wise Show, encara que ja havia aparegut en alguns episodis del 1962. Aquell any va substituir Clodagh Rodgers en el xow a l'Adelphi Theatre de Londres, Meet Me in London, després que Rodgers es retirés just abans de caure el teló la primera nit, quan es va tallar una de les seves cançons. Al final dels assajos, s'havia aclarit que el xou era massa llarg perquè funcionés dues vegades cada nit.
En 1974, va gravar la cançó, Time, de la pel·lícula Dirty Mary, Crazy Larry, que va cantar durant la seva aparició el mateix any en el programa Wheeltappers and Shunters Social Club.

## Vida personal
Es va casar amb l'executiu de la publicitat Nicolas Teller el febrer de 1965. Actualment viu a Eastbourne amb el seu segon marit Nick Leigh, un director teatral.

## Discografia

### Senzills al Regne Unit
- "I've Got To Learn To Forget" – (1962) – Philips
- "Baby Doll Twist" – (1962) – Philips
- "Mama Do The Twist" – (1962) – Philips
- "Bobby's Girl" – (1962) – Philips – UK No. 3, Irlanda No. 6,[6] Israel No. 5[7]
- "Hand a Handkerchief to Helen" – (1963) – Philips – UK No.41
- "The Verdict Is Guilty" – (1963) – Philips
- "She's New To You" – (1963) – Philips – UK No.45
- "Hey Lover" – (1964) – Philips
- "Kiss Me Sailor" – (1964) – Philips
- "Little Things Mean A Lot" – (1964) – Philips
- "That Other Place" – (1964) – Philips
- "Make Him Mine" – (1964) – Philips
- "You Can Never Get Away From Me" – (1965) – Philips
- "When She Walks Away" – (1965) – Philips
- "Poor Boy" – (1965) – Philips
- "Where the Bullets Fly" – (1966) – Philips
- "Don't Go Home" – (1966) – Philips
- "Come And Get Me" – (1966) – Philips
- "To Him" – (1967) – (Philips)
- "I Remember Loving You" – (1968) – Philips
- "Cable Car For Two" – (1968) – Philips
- "We Really Go Together" – (1969) – Philips
- "Time (Is Such A Funny Thing)" – (1974) – Ember
- "El Bimbo" – (1975) – Ember –